# Barbara Benary
Barbara Benary (Bay Shore, Nova York, 7 d'abril de 1946- 17 de març de 2019) fou una compositora i etnomusicòloga nord-americana. Es va especialitzar en música indonèsia i índia. Com a gran projecte es va encarregar de construir el gamelan son of lion, instrument que va emprar amb la fi d'experimentar amb aquesta sonoritat fora del context tradicional Indonesi. Un conjunt instrumental que pretenia fomentar l'interès en la creació d'una nova música basada en la fusió d'estils.

## Formació
Va obtenir el títol del Batxillerat en lletres a l'Institut Sarah Lawrence i el grau i el doctorat a la Universitat Wesleyana (Connecticut), on es va especialitzar en música indonèsia i índia. Va formar part de grups formats per Philip Glass, Jon Gibson, Alvin Lucier, Philip Corner i Daniel Goode.

## Composicions
Ha compost obres per a música de cambra, grans conjunts i música per al teatre i la dansa. Es definí a si mateixa com a "part-time minimalist who also likes to write melody". Les seves composicions per a gamelan, de les quals en té més de 30, han estat interpretades internacionalment.
A continuació, una cita de la compositora per parlar de la relació que tenen els compositors amb les seves obres:
| « | The piece is a child It is also a vehicle of communication The child is an idea in the parents' mind They give it life, try to shape it to their imagined end. Other things shape it too. Other people, life’s happenings and the growing plan from within. The good parent knows when the shaping is done. Lets go. Has no fear of the diverse possibilities into which the child may grow. | » |

### Obres[5]
| Obra                         | Any de composició   | Instrumentació                                 |
| ---------------------------- | ------------------- | ---------------------------------------------- |
| The Only Jealousy of Emer    | 1966                |                                                |
| Systems, improvisations      | 1973–93             |                                                |
| Braid pieces                 | 1974-80             | gamelan                                        |
| Gamelan Works, vols.1–4      | 1974–94             |                                                |
| Hot-Rolled Steel             | 1985                | gamelan                                        |
| Sun on Snow                  | 1985                | per veu, guitarra elèctrica, vents i percussió |
| Downtown Steel               | 1995, (1993 segons) | vents, percussió, trombó i piano               |
| Tintinnalogia                | 1997                |                                                |
| Aural Shoehorning            | 1997                | per vents, Gamelan Javanés, piano i percussió  |
| Barang 1                     | 1975                | per clarinet                                   |
| Barang 2                     | 1975                | per dos clarinets                              |
| Exchanges                    | 1971                | per 3 violins                                  |
| Jigalullaby                  | 2006                | per conjunt de gamelan                         |
| Karna: A Shadow Puppet Opera |                     | gamelan i cor                                  |

#### Braid
Una obra basada en una seqüència de catorze notes amb ritmes entrellaçats, interpretada per tres grups de músics. L'efecte que produeix simula un disseny musical semblant a un trençat sonor, on després que es toquin les freqüències més agudes d'aquests instruments, s'esmorteeixen.

#### Sleeping Braid
S'empra la seqüència de Braid, com a cànon interpretat per la instrumentació de registre intermedi del gamelan.

#### Karna: A Shadow Puppet Opera
Es tracta d'una obra estrenada el 1994 al teatre La Mama de Nova York. Basada en el personatge de Karna propi de la tradició èpica India i Indonesia. Combina el gamelan, l'oratori vocal i el teatre d'ombres amb titelles de cuir javaneses.

##### Extractes de l'òpera[9]
- First Kayon Song

- Too Long
- The Ballad of Thirteen Years
- Ouch
- Kauravas, Pandavas
- Karna’s Elegy
- Mostly Slendro Passacaglia, es l'entreacte[4]

## Gamelan Son of Lion
El 1976 fundà conjuntament amb Goode i Corner, el Gamelan Son of Lion, a Nova York. Un conjunt sota la seva direcció. El nom també fa referència a un gamelan construït a Amèrica, però afinat amb les següents escales, l'slendro (pentatónica) i el pelog (set tons). Benary va emprar 20 plaques de ferro, uns gongs amb materials substituïts entre altres objectes.

### Artistes invoulcrats al projecte[12]
| Membres del Gamelan Son of Lion |
| ------------------------------- |
| Philip Corner                   |
| Jenny DeBouzek                  |
| David Demnitz                   |
| Nick Didkovsky                  |
| Rosalie Donatelli               |
| Yves Duboin                     |
| Miguel Frasconi                 |
| Daniel Goode                    |
| Daniel Licht                    |
| Laura Liben                     |
| David Simons                    |

### Discografia i càrrec[9]
| Disc                                 | Càrrec                                 | Any de publicació |
| ------------------------------------ | -------------------------------------- | ----------------- |
| Barbara Benary: Sun On Snow          | Artista Primària                       | 2006              |
| Metal Notes                          | Membre del Gamelan Son of Lion         | 2006              |
| Gamelan in the New World             | Membre del Gamelan Son of Lion         | 2004              |
| Two Solo Pieces                      | Personal principal                     | 1977              |
| Fields Amaze and Other Strange Music | Gamelan instrumentació i administració | 1997              |